# Liutprand de Benevento

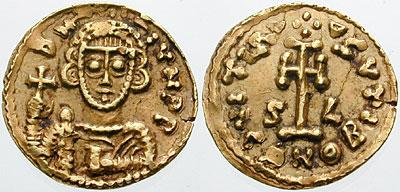
O tremissis de la Liutprand de Benevento

Liutprand (d. după 759) a fost duce longobard de Benevento de la moartea tatălui său, Gisulf al II-lea din 749 până când a fost depus.
Liutprand a domnit sub regența mamei sale, Scauniperga, care l-a sprijinit pe regele Aistulf, până la 756. 
După ce a ajuns la majorat, Liutprand și-a încredințat ducatul către regele Pepin cel Scurt al francilor, probabil ca urmare a intervențiilor papei Ștefan al II-lea, drept pentru care și-a atras mânia regelui longobarzilor, Desiderius, care l-a depus pe Liutprand în 758 și l-a înlocuit cu Arechis al II-lea. Între timp, împăratul bizantin Constantin al V-lea s-a oferit să îl captureze pe Liutprand dacă Desiderius ar fi atacat Statul papal până în momentul în care o forță bizantină venind din Sicilia i s-ar fi alăturat regelui de la Pavia. Însă Desiderius nu s-a conformat, iar Liutprand nu a mai fost prins de către bizantini.